# كاناش
كاناش (بالروسية: Канаш) هي إحدى مدن روسيا في الكيان الفدرالي الروسي تشوفاشيا. وهي تبعد 76 كم عن عاصمة الجمهورية تشيبوكساري